# 施振榮
施振榮（1944年12月18日—），生於台灣日治時期的臺中州彰化郡鹿港街（今彰化縣鹿港鎮），宏碁集團創辦人、榮譽董事長暨智榮基金會董事長，也是宏碁、南山人壽董事，並曾長期擔任台積電董事。且著眼淨零碳排大趨勢，2023年創立保利馬公司並擔任董事長。
他在2011至2016年曾任國家文化藝術基金會董事長，目前並擔任雲門文化藝術基金會董事長、TC樂友會長、灣聲樂團後援會會長，同時也是文化科技發展聯盟召集人、文化科技發展協會理事長及科文双融公司董事長，及公共電視、華視董事。他也是台灣精品品牌協會及台灣全球無線平台策進會榮譽理事長、亞洲管理學院董事 。此外，他也擔任國際聯盟「堅韌社會再造委員會」（Reform for Resilience Commission）國際委員、亞太堅韌研究基金會董事。2024年他獲英國國家長壽創新研究中心(NICA)頒發「全球智壽大使」，並擔任國際創新長壽社企公司董事長，催生台灣健康長壽科技產業。

## 生平
施振榮祖先世代來台後，落在鹿港經營香鋪，其父施起深為第六代傳人，因工作過勞在施振榮三歲時過世。其母施陳秀蓮出身南投埔里，在其夫死後堅決不改嫁，獨力將施振榮撫養長大。1953年，家族分家，施陳秀蓮分得一個店面，以賣鴨蛋、文具、雜貨、愛國獎券等維生，也以織毛衣等來增加收入。
1976年，與其夫人葉紫華及其他創業夥伴邰中和、林家和、黃少華共同創辦宏碁公司，成立初期登記資本額為新台幣100萬元，當時以"微處理機的園丁"自許，從事貿易及產品設計，推廣微處理機應用。
1981年，以自有品牌「Multitech」推出小教授一號。
1983年，以自有品牌「Multitech」推出第一台與IBM相容的XT個人電腦。
1984年，開始提供代工服務。
1987年，宏碁自我品牌「Multitech」更名為「Acer」。
1992年，推動宏碁再造，提出微笑曲線理論。
1997年，施振榮獲得香港理工大學頒發榮譽科技博士學位。
2000年時，宏碁集團陷入虧損，施振榮展開「品牌與代工分家」策略，將宏碁集團切割成「宏碁集團」、「明基電通集團」、「緯創集團」等三大獨立事業集團，形成「泛宏碁集團」，施振榮自任宏碁集團董事長。
2004年，施振榮拔擢蔣凡可·蘭奇成為宏碁集團全球總經理，兼任執行長。2005年，施振榮正式卸下宏碁董事長職務，王振堂成為董事長，蔣凡可·蘭奇成為全球總經理兼執行長。
因為蔣凡可·蘭奇與王振堂對於宏碁發展方向產生歧見，2011年3月31日，王振堂召開臨時董事會，在會中宣佈解除蘭奇的執行長職位；執行長職位後交由翁建仁負責。此後宏碁經營陷入危機，產生鉅額虧損，外資對於宏碁的前景也不看好。
2013年11月21日，宏碁宣布，董事長王振堂與總經理翁建仁為負起公司營運不佳的責任，雙雙請辭負責。施振榮重新接任董事長職務，暫兼全球總裁，展開宏碁第三次再造工程。
2014年5月4日，施振榮在記者會上公開表示：“他將卸下董座戰袍，轉任宏碁自建雲首席建構師，與宏碁共同迎向未來十年的挑戰。“6月18日，宏碁董事會通過人事案，由黃少華任董事長，施振榮任榮譽董事長。
2015年，與台大會計系劉順仁教授攜手推動「王道經營會計學」計畫。
2016年，宏碁創立40週年，倡議「東方矽文明」。同年擔任「亞洲・矽谷物聯網產業大聯盟」榮譽會長。
2019年，發起舉辦首屆《臺灣的聲音 新年音樂會》並擔任共同製作人。同年對外發表「新微笑曲線」。75歲與創業夥伴共同創立科文双融公司並擔任董事長。
2020年，發起成立「台灣全球無線平台策進會」並擔任榮譽理事長。同年與交大管理學院攜手成立「王道經營管理研究中心」並擔任榮譽主任。
2021年，發起成立「文化科技發展協會」並擔任理事長。

## 家庭
其妻葉紫華，其長子施宣輝，次子施宣麟，長女施宣榕。

## 榮譽
他在1976年獲選全國十大傑出青年，1981年獲選全國青年創業楷模，1983年更獲選第一屆世界十大傑出青年，同時也是前亞洲企業領袖協會會長，以及前中歐國際工商學院國際諮詢委員會會委員。2004年底他由宏碁公司退休，之後並於2011年至2016年期間擔任國家文化藝術基金會董事長，任內積極搭建藝企合作平台。
1996年美國商業周刊評選他為「全球25位最傑出的企業管理者」之一，2006 年獲美國時代雜誌（Time）選為60週年「亞洲英雄」，表彰他對全球IT產業的貢獻。2007施先生並代表總統赴澳洲雪黎出席第十五屆亞太經濟合作會議(APEC)之領袖會議。因其長年對國家社會的貢獻，2011年獲總統頒發國家二等景星勳章；2012年並獲選第一屆「工業技術研究院院士（ITRI Laureate）」；2021年獲頒文化部「文協獎章」；2024年獲頒創投之星終身成就獎。
施先生係交通大學電子工程學系學士、碩士暨交通大學名譽工學博士，同時也獲頒香港理工大學榮譽科技博士、英國威爾斯大學榮譽院士、美國雷鳥全球管理學院榮譽法學博士，以及台南藝術大學名譽藝術博士。

### 中华民国勋章奖章
- 二等景星勋章（2011年10月25日于台北总统府颁授[6][7]）

## 外部連結
- 施振榮的Facebook專頁

| 創辦人暨首任理事長 | 台灣精品品牌協會理事長 第一任（第一、二屆）       | 繼任： 翁樸棟 |
| 前任： 林榮生      | 台北市電腦商業同業公會理事長 第三任（第四、五屆） | 繼任： 侯清雄 |